# Pereiras (Mos)

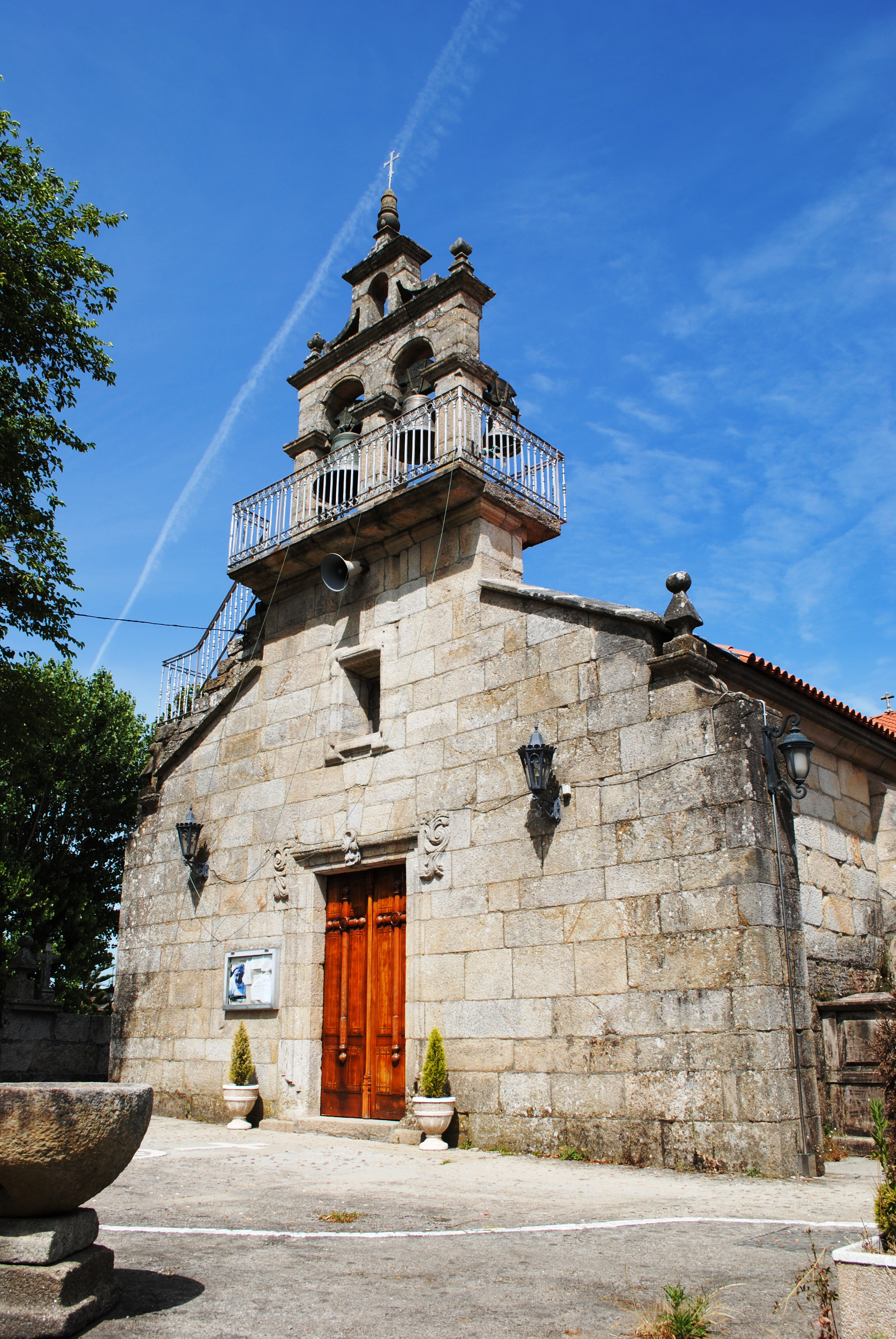
Iglesia parroquial.

Pereiras es una de las diez parroquias del ayuntamiento de Mos situada entre las parroquias de San Pedro de Cela, San Martín de Tameiga y Santa María de Sanguiñeda, las tres del Ayuntamiento de Mos; la de Santiago de Bembrive del ayuntamiento de Vigo y las de San Salvador de Torneiros y Santa Maria de Porriño, pertenecientes al ayuntamiento de Porriño.
Pertenece esta parroquia al arciprestazgo de A Louriña. Tiene una iglesia parroquial en la que destacan tres retablos barrocos, el mayor dedicado al arcángel San Miguel en el que destaca una bella imagen de su patrono empuñando una espada y con satanás a sus pies.
El retablo lateral izquierdo está dedicado al mártir San Sebastián, el cual tuvo en siglos anteriores una cofradía en esta parroquia y una devoción que todavía a día de hoy se puede intuir por la calidad tanto de su retablo como de la talla del santo que lo preside.
El retablo lateral derecho está dedicado a Nuestra Señora del Rosario. Este retablo lo preside una imagen de "vestir" de la titular en su advocación del Rosario.
En los retablos de la parroquia de Pereiras destacan las imágenes de otros muchos Santos y Mártires, entre ellos la imagen de Nuestra señora en su advocación del "libramiento" o "anunciamiento" la cual tiene gran devoción en esta parroquia,se celebra su fiesta en el segundo domingo del mes de septiembre, coincidiendo con la semana en la que se celebra la Natividad de Nuestra Señora 
En esta fiesta se ofrecen gran cantidad de mujeres que quieren ser madres, embarazadas y las que ya han tenido sus hijos. También se acercan a Pereiras en este día romeros del valle de Louriña y de los ayuntamientos cercanos.
Se celebra en Pereiras con gran devoción la fiesta del Patrono San Miguel el día 29 de septiembre, así como la fiesta de Pascua en la capilla de la Mártir Santa Mariña que hay en el barrio de casal y la fiesta de esta Mártir el día 18 de julio.
La parroquia tiene históricamente cuatro barrios. Casal, Casalmorto, Roublin y Campo de Eiró, aunque últimamente se han dividido en lugares, estos barrios son los más conocidos y poblados de la parroquia.
- Datos: Q3396128
- Multimedia: Pereiras, Mos / Q3396128